# 利多超市

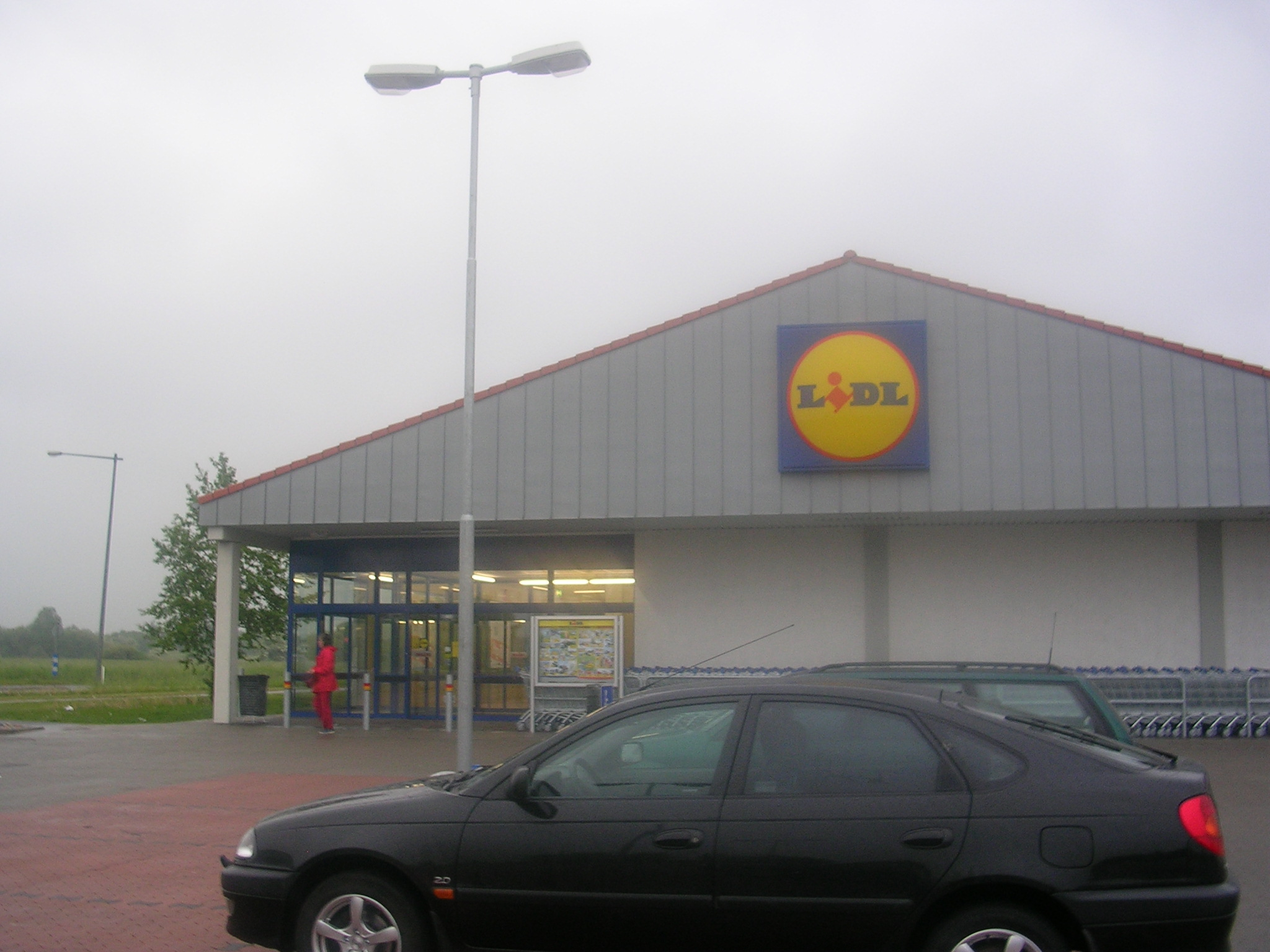
位於瑞典盧馬的分店

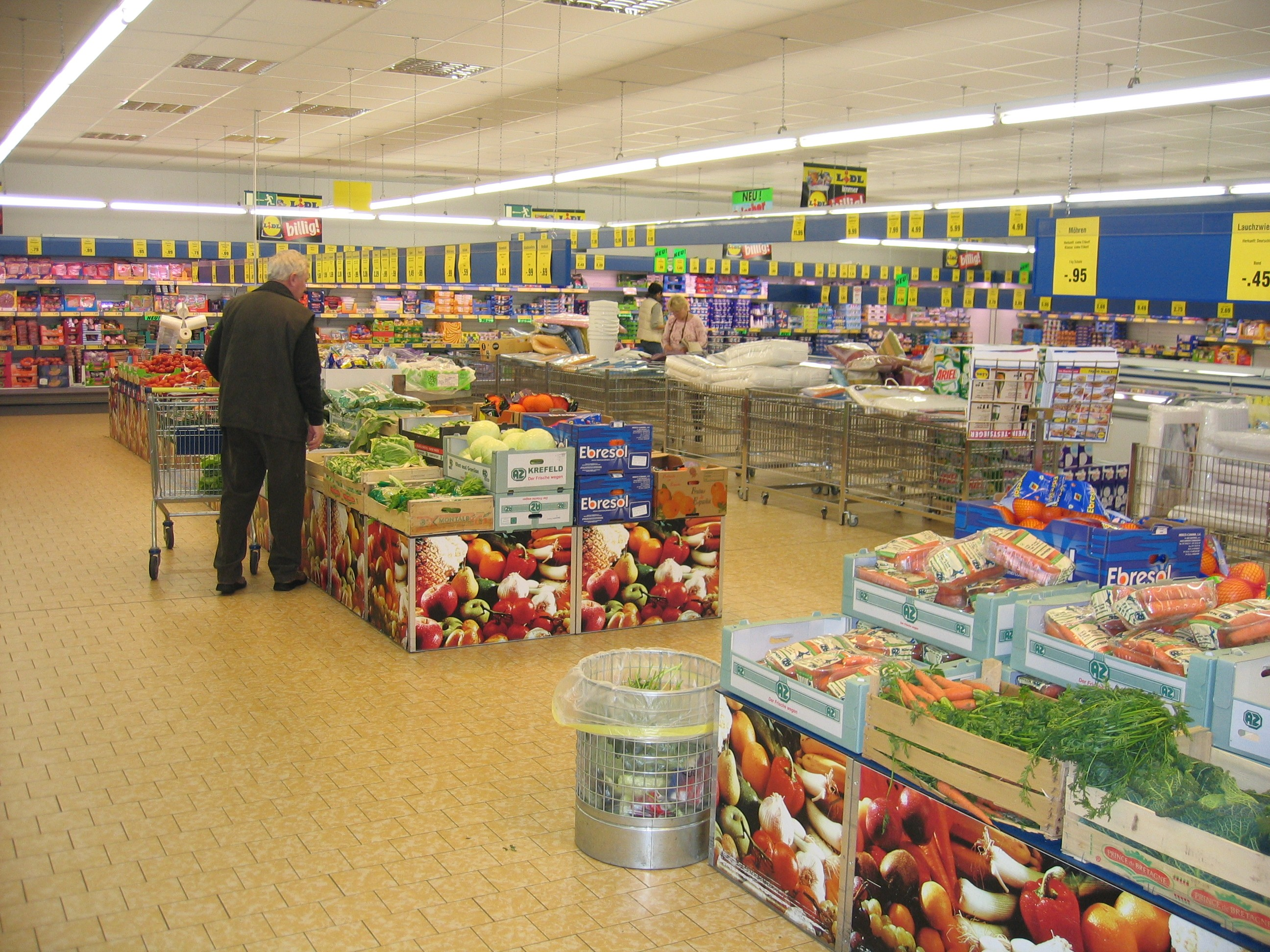
利多超市的內部

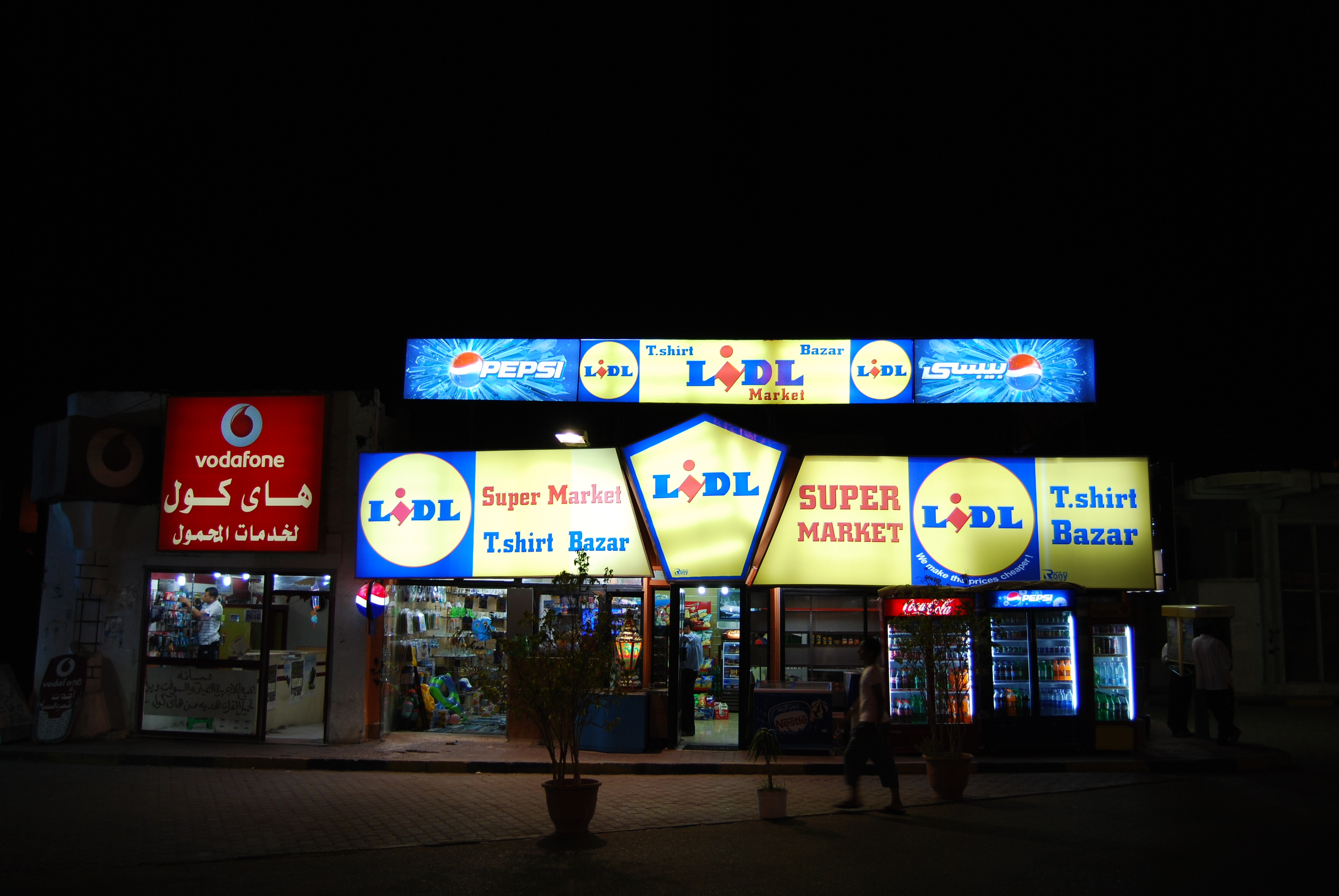
位於埃及的偽冒利多超市(公司並沒有於埃及設立業務)

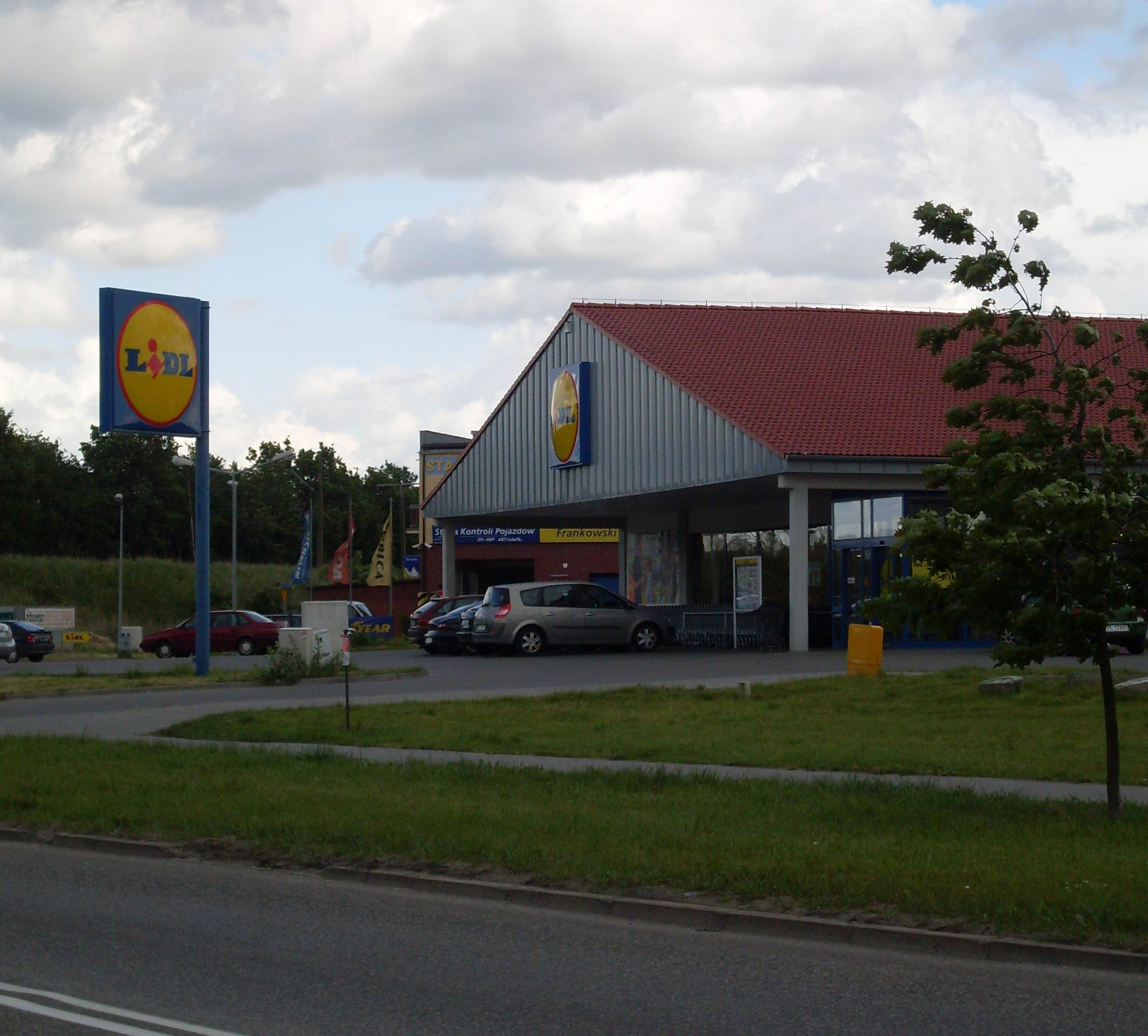
位於波蘭波利采的分店

利多超市所遍及的歐洲國家

利多超市（Lidl，也称作利得超市；英語：发音为/ˈlɪdəl/ LI-dəl；德語：发音为/ˈliːdl̩/）是一家德國的連鎖超級市場公司，在全球擁有超過11,200家分店。公司的全名是Lidl Stiftung & Co. KG，隸屬Schwarz控股公司。該公司同時擁有其他超級市場品牌，包括 Handelshof 和考夫兰特超市。利多超市亦是奥乐齐超市在德國的主要競爭對手。
利多超市由一位Schwarz家族成員於1930年代創立，當時名為Schwarz Lebensmittel-Sortimentsgroßhandlung。現時，利多超市已於全球超過30個國家擁有分店。

## 歷史
1930年，約瑟夫·施瓦茨（Josef Schwarz）成為Südfrüchte Großhandel Lidl & Co.的合夥人。他是一位生果商，並成功將利多超市發展成一間大眾食品的批發商。1977年，他的兒子迪特·施瓦茨接手，施瓦茨集團開始集中進軍平價市場、大型超級市場和批發市場。第一間Lidl平價市場在參照奥乐齐超市的意念下於1973年開幕。截至1977年，利多超市的連鎖平價市場已有33間。

## 其他業務
在2009年10月底，英國的利多分店設立DVD租借服務「Lidl Movies」， 削弱了 Tesco DVD 過往在英國最便宜的DVD網上外借服務。而負責提供服務的OutNow DVD在過往曾經因其差劣的服務而受到批評。

## 爭議
在英國和愛爾蘭，利多超市因禁止工人加入工會而受到批評。

## 利多超級市場的網絡

### 現時
| 國家       | 店舖數量               |
| ---------- | ---------------------- |
| 奥地利     | 180                    |
| 比利时     | 300（大約）            |
| 保加利亚   |                        |
|            | 58                     |
| 捷克       | 216                    |
| 丹麦       | 52                     |
| 芬兰       | 130                    |
| 法國       | 1350                   |
| 德国       | 3004                   |
| 希腊       | 200                    |
| 匈牙利     | 115                    |
| 愛爾蘭     | 106                    |
| 義大利     | 510                    |
| 盧森堡     | 1                      |
| 馬爾他     | 12 當中有2間位於法勒他 |
| 荷蘭       | 400                    |
| 挪威       | 其業務已出售           |
| 波蘭       | 350                    |
| 葡萄牙     | 210                    |
| 羅馬尼亞   | 只有零售業務           |
| 斯洛伐克   | 30                     |
| 斯洛維尼亞 | 29                     |
| 西班牙     | 300                    |
| 瑞典       | 151                    |
| 瑞士       | 13                     |
| 英国       | 500（大約）            |
| 中國       | 2（大約）              |

### 計劃中的分店
| 國家       | 預定營業年份 | 備忘 |
| ---------- | ------------ | ---- |
|            |              |      |
| 墨西哥     |              |      |
| 加拿大     | 2012         |      |
| 蒙特內哥羅 | 2011         |      |
| 塞爾維亞   | 2015         |      |

## 外網連結
- 公司網頁（页面存档备份，存于） (包括多種語言)
- Yahoo! — Lidl & Schwarz Stiftung & Co. KG Company Profile（页面存档备份，存于）
- 現時店舖數目（页面存档备份，存于） （德文）